# اورتولو (آردانوچ)
اورتولو (به ترکی استانبولی: Örtülü) یک منطقهٔ مسکونی در ترکیه است که در آردانوچ واقع شده‌است. اورتولو ۳۳ نفر جمعیت دارد.